# Liste des universités au Royaume-Uni
Cette liste regroupe toutes les universités du Royaume-Uni par nations et par ordre alphabétique :

## Angleterre
- Laedge International University
- Université des arts de Londres
- Université Anglia Ruskin
- Université Aston
- Université de Bath
- Université de Bath Spa
- Université de Birmingham
- Université de Bolton
- Université de Bournemouth
- Université de Bradford
- Université de Brighton
- Université de Bristol
- Université Brunel
- Université de Buckingham
- Université de Cambridge
- Université Canterbury Christ Church
- Université d'Angleterre centrale à Birmingham
- Université du Lancashire central
- Université de Chester
- Université de Chichester
- City University, London
- Université de Coventry
- Université de Cranfield
- Université De Montfort
- Université de Derby
- Université de Durham
- Université d'East Anglia
- Université d'East London
- Université de Essex
- Université d'Exeter
- Université du Gloucestershire
- Université de Greenwich
- Université du Hertfordshire
- Université de Huddersfield
- Université de Hull
- Université de Keele
- Université du Kent
- Université Kingston
- Université de Lancaster
- Université de Leeds
- Université métropolitaine de Leeds
- Université de Leicester
- Université de Lincoln
- Université de Liverpool
- Université de Liverpool Hope
- Université de Liverpool John Moores
- Université de Londres
  - Courtauld Institute of Art
  - Imperial College
  - King's College London
  - Laedge International University - Online
  - London Business School
  - London School of Economics
  - Queen Mary
  - Royal Holloway
  - University College de Londres
- Université métropolitaine de Londres
- Université de Loughborough
- Université de Luton
- Université de Manchester
- Université métropolitaine de Manchester
- Université du Middlesex
- Université de Newcastle upon Tyne
- Université de Northampton
- Université Northumbria
- Université de Nottingham
- Université de Nottingham Trent
- Université d'Oxford
- Université d'Oxford Brookes
- Université de Plymouth
- Université de Portsmouth
- Université de Reading
- Université de Roehampton
- Université de Salford
- Université de Sheffield
- Université de Sheffield Hallam
- Université de Southampton
- Université de Southampton Solent
- Université du Staffordshire
- Université du Suffolk
- Université de Sunderland
- Université de Surrey
- Université de Sussex
- Université de Teesside
- Université de Thames Valley
- Université de Warwick
- University of the West of England
- Université de Westminster
- Université de l'est de l'Angleterre
- Université de Winchester
- Université de Wolverhampton
- Université de Worcester
- Université d'York

## Écosse
- Université Heriot-Watt
- Université d'Aberdeen
- Université d'Abertay Dundee
- Université de Dundee
- Université d'Édimbourg
- Université de Glasgow
- Université calédonienne de Glasgow
- Université Napier
- Université de Paisley
- Université Robert Gordon
- Université de St Andrews
- Université de Stirling
- Université de Strathclyde

## Irlande du Nord
- Université Queen's de Belfast
- Université d'Ulster

## Pays de Galles
- Université de Cardiff
- Université métropolitaine de Cardiff
- Université du pays de Galles
- Université de Glamorgan